# Uvariopsis dicaprio
Uvariopsis dicaprio Cheek & Gosline – krytycznie zagrożony gatunek tropikalnego, wiecznie zielonego drzewa z rodzaju Uvariopsis.
Gatunek występuje tylko w Ebo w Kamerunie. Został odkryty w 2022 roku i nazwany na cześć Leonarda DiCaprio przez botaników z Królewskich Ogrodów Botanicznych w Kew w Wielkiej Brytanii. Blisko 4-metrowe drzewo ma żółto-zielone kwiaty, które wyrastają w pęczkach bezpośrednio z pnia.